# Decaspermum exiguum
Decaspermum exiguum är en myrtenväxtart som beskrevs av Elmer Drew Merrill och Lily May Perry. Decaspermum exiguum ingår i släktet Decaspermum och familjen myrtenväxter.
Artens utbredningsområde är Papua Nya Guinea. Inga underarter finns listade i Catalogue of Life.